# 1908 год в шахматах

## Турниры
| Турнир                            | Дата                     | Σ  | Победитель                                |
| --------------------------------- | ------------------------ | -- | ----------------------------------------- |
| Вена 1908                         | март — апрель            | 20 | Дурас, Олдржих Мароци, Геза Шлехтер, Карл |
| Дюссельдорф 1908                  | 3 — 19 августа           | 16 | Маршалл, Фрэнк Джеймс                     |
| Матч за звание чемпиона мира 1908 | 17 августа — 30 сентября | 2  | Ласкер, Эмануил                           |
| Прага 1908                        |                          | 20 | Дурас, Олдржих Шлехтер, Карл              |